# Phyllanthus prominulatus
Phyllanthus prominulatus är en emblikaväxtart som beskrevs av J.T.Hunter och J.J.Bruhl. Phyllanthus prominulatus ingår i släktet Phyllanthus och familjen emblikaväxter.
Artens utbredningsområde är Northern Territory, Australien. Inga underarter finns listade i Catalogue of Life.